# Université d'État de Californie à Sacramento
L'université d'État de Californie à Sacramento (en anglais California State University, Sacramento) est une université publique située à Sacramento, faisant partie de l'université d'État de Californie.

## Sport
En sport, les Hornets de Sacramento State défendent les couleurs de l'université au sein de la NCAA Division I FCS et de sa Big Sky Conference.

## Personnalités liées à l'université

### Étudiants
- Tom Hanks
- Wayne Thiebaud
- Carlos Alazraqui
- Antoinette Butterscotch Clinton
- Antoinette Caramel Clinton
- Creed Bratton
- Kurt Caceres
- Joe Carnahan
- Dave Enns
- Giselle Fernandez
- Kristine Hanson
- David Hodo
- Lester Holt
- Kayden Kross
- Joan Lunden
- Billy Marshall
- Bobby McFerrin
- Bridget Marquardt
- Charlie Peacock
- Brian Posehn
- Mel Ramos
- Rick Rossovich
- Stevie Scott
- Rene Syler
- Jack Cassinetto
- Joanna Hernandez
- Shjauvon Torres

### Personnalités politiques
- Janice Rogers Brown
- Christopher Calbaldon
- Edward Chavez
- Lloyd Connelly
- Ward Connerly
- Mervyn Dymally
- Bill Emmerson
- Noreen Evans
- Victor H. Fazio
- Cathleen Galgiani
- Lauren Hammond
- Wally Herger
- Karen Humphrey
- Phil Isenberg
- Grantland Johnson
- Patrick Johnston
- Bill Leonard
- Lloyd Levine
- Daniel Logue
- Douglas Lorenz
- Cathy Mitchell
- Don Nottoli
- George A. Plescia
- Richard Rainey
- Tim Sbranti
- Joe Serna

### Personnalités du monde des affaires
- Dale Carlsen
- Angelo Tsakopoulos
- Anne Damore

### Auteurs
- Ann Bannon
- Raymond Carver
- Richard Ebeling
- Chester Gorman
- Glenn Kardy
- Janet Nichols Lynch
- Erica Olson
- Richard J. Maybury
- Laura Moriarty
- Tukufu Zuberi

### Athlètes
- Marko Cavka
- Aaron Garcia
- John Gesek
- Tyronne Gross
- Joël Jones
- Lorenzo Lynch
- Buck Martinez
- Matt McDougall
- Lonie Paxton
- Ricky Ray
- Charles Roberts (en)
- Kato Serwanga
- Daimon Shelton
- Brandon Smith
- Miranda Van Atta
- Otis Amey

### Visiteurs
- Martin Luther King
- Jimi Hendrix
- Sheryl Crow
- Oliver Stone
- Jesse Jackson
- Arnold Schwarzenegger
- Wangari Maathai
- John Kerry
- Stokely Carmichael
- Woody Harrelson
- Maya Soetoro-Ng
- Chuck D
- George Foreman
- Edward James Olmos

### Présidents de l'université
- Guy A. West (1947-1965)
- F. Blair Mayne (1965-1965)
- Stephen L. Walker (1965-1966)
- Robert Johns (1966-1969)
- Otto Butz (1969-1970)
- Bernard L. Hyink (1970-1972)
- James G. Bond (1972-1978)
- Lloyd Johns (1978-1983)
- Austin J. Gerber (1983-1984)
- Donald R. Gerth (1984-2003)
- Alexander Gonzalez (2003-présent)